# Gerlach Jan van Gendt
Gerlach Jan van Gendt (1838 - 1921) was een Nederlands werktuigkundige en architect.

## Leven
Gerlach Jan van Gendt was een van de vier zoons van Johan Godart van Gendt sr. en Henrietta Margaretha Thierens. Zijn broers, Jan van Gendt (1833), Frits van Gendt (1831) en Dolf van Gendt (1835), waren ook architect. Van Gendt was waarschijnlijk werkzaam als werktuigkundige bij de Staatsspoorwegen vanaf 1863. Tussen 1867 en 1877 werkte hij samen met zijn broer Frits van Gendt. 